# Fritz Frech
Friedrich Daniel Frech (* 17. März 1861 in Berlin; † 28. September 1917 in Aleppo, Osmanisches Reich, heute Syrien) war ein deutscher Geologe und Paläontologe.

## Leben
Frech begann 1880 mit dem Studium der Naturwissenschaften an der Friedrich-Wilhelms-Universität in Berlin. Seine Lehrer in den Fächern Geographie, Geologie und Paläontologie waren neben anderen Heinrich Ernst Beyrich, Wilhelm Dames und später an der Universität Bonn Ferdinand von Richthofen. 1885 promovierte er in Berlin mit einer Arbeit über die Korallen Deutschlands aus dem Oberdevon. An der Universität Halle habilitierte er sich mit einer Arbeit über das Devon für Geologie und Paläontologie. 1891 erfolgte eine Berufung in denselben Fächern an die Universität Breslau, 1897 wurde er dort zum Ordinarius bestellt.
Frech wurde Präsident der Internationalen Kommission für die Paläontologia universalis. Er gehört im August 1912 zu den 34 Gründungsmitgliedern der Paläontologischen Gesellschaft und wurde zusammen mit Josef Felix Pompeckj erster Vizepräsident. Im Ersten Weltkrieg wurde er als leitender Geologe dem deutschen Armeekommando beim Asien-Korps an der syrischen Front zugeordnet, starb jedoch in Aleppo nach wenigen Wochen.
Dietrich von Schlechtendal benannte ihm zu Ehren den Fransenflügler Hemithrips frechi (Schlechtendal, 1887). Zudem ist er Namensgeber für den Frechberg in der Antarktis.

## Forschungsgebiete
Frech erforschte neben allgemeinen geologischen Fragen in umfangreichem Maße Faunen aus dem Devon, wie Korallen, Graptolithen, Muscheln, Brachiopoden und Ammoniten. Weitere Arbeiten befassten sich mit dem Alpenraum und wirtschaftsgeografischen Fragen z. B. in Oberschlesien, in der Ukraine sowie der Türkei und deren Provinzen wie Armenien und Mesopotamien.

## Schriften
- Über das Kalkgerüst der Tetrakorallen, in Zeitschrift der deutschen geologischen Gesellschaft 37, 1885
- Das rheinische Unterdevon und die Stellung des Herzyn, ebendort 41, 1889
- Die Korallenfauna des Trias, in Palaeontographica 43, 1896
- Geologie der Radstädter Tauern, 1901
- Aus der Vorzeit der Erde, 1910
- Deutschlands Steinkohlenfelder und Steinkohlenvorräte, 1912.
- Allgemeine Geologie, auch in 6 Teilbänden. B. G. Teubner Leipzig/Berlin 1914
  - Band 6 als reprint: Allgemeine Geologie, Volume 6, 2011, ISBN 978-1-247-21555-6.
- Kohlenot und Kohlenvorräte im Weltkriege, 1915.
- Geologie Kleinasiens Im Bereich Bagdadbahn. Ergebnisse eigener Reisen, vergleichender Studien und paläontologischer Untersuchungen, 1916.
- mit A. Hänig und A. Sack: Grundlagen türkischer Wirtschaftsverjüngung, G. Reimer, Berlin 1916.
- Der Kriegsschauplatz in Armenien und Mesopotamien. Teubner, Leipzig 1916.
- mit Friedrich Aereboe: Die Bedeutung der Ukraine für den Weltkrieg. Im Auftrag des Verbandes Deutscher Förderer der Ukrainischen Freiheitsbewegung «Ukraine». Lehmann, München 1917.
- Machtmittel im Weltkriege: Erdöl, Kohle und Eisen. Korn, Breslau 1917.

Mitarbeit
- Handbuch: Lethea geognostica. Handbuch der Erdgeschichte mit Abbildungen der für die Formationen bezeichnenden Versteinerungen. E. Schweizerbarth’sche Verlagsbuchhandlung (E. Nägele), Stuttgart
  - T1, Band 1, 1897; T1, Band 2, 1902; T3, Band 2, Abt. 1, 1904.